# Jacques Schedler
Jacques Schedler (* 27. Juli 1927 in Bürglen bei Weinfelden; † 13. April 1989 in Frauenfeld) war ein Schweizer Maler, Zeichner und Grafiker, der seit 1961 hauptsächlich in Warth bei Frauenfeld lebte und arbeitete.

## Leben
Jacques Schedler wurde am 27. Juli 1927 in Bürglen bei Weinfelden als jüngstes Kind der Familie geboren. Der Vater verlor aufgrund seines linken politischen Engagements im Grossen Rat des Kantons Thurgau seine Arbeit bei der Kammgarn-Spinnerei in Schaffhausen. Seine folgende Arbeitssuche gestaltete sich als schwierig; die Mutter brachte die Familie mit Schneiderarbeiten zuhause finanziell über die Runden.
Jacques Schedler durchlief die Lehre als Flachmaler, obschon er eigentlich Künstler oder Schauspieler werden wollte. Sein Onkel scheint ihn inspiriert zu haben; er war Mitglied der französischen Fremdenlegion und malte Aquarelle, unter anderem von Algerien. In den Wintermonaten, wenn es keine Arbeit gab, durfte er die Kunstgewerbeschule in St. Gallen besuchen. In den Jahren 1949/1950 hielt sich Schedler gemeinsam mit einem Freund in Paris auf, wo er die Kunstschule Académie Julian sowie die Académie de la Grande Chaumière besuchte. Seine Lehrer waren Fernand Léger und Johnny Friedlaender; auch der Besuch einer Ausstellung mit Werken von Georges Braque beeinflusste den jungen Schedler. Ein prägendes Ereignis scheint das Zusammentreffen mit Pablo Picasso gewesen zu sein, der in der Grande Chaumière radierte.
Während seiner Militärzeit, in Vevey, lernte er seine spätere Ehefrau Edith kennen. Es folgte der Umzug nach Zürich, wo Schedler als Dekorateur bei Globus sowie als selbstständiger Maler und Grafiker, der von Atelier zu Atelier weibelte, arbeitete. 1959 wurde eine Tochter geboren. Zwei Jahre später folgte der Umzug nach Warth bei Frauenfeld, wo die Familie ein marodes Riegelhaus bezog, das von nun an renoviert wurde. 1963 wurde ein Sohn geboren.
Neben seiner künstlerischen Tätigkeit arbeitete Schedler an der Migros-Klubschule in Zürich, wo er unter anderem Malerei, Aktzeichnen und Figürliches Zeichnen unterrichtete. 1967 lernte er dort Nora Gerber, die damals seine Schülerin war, kennen. Ab 1969 vertiefte sich ihre Zusammenarbeit, Schedler wurde ihr Vorbild und Förderer. Gleichzeitig wurde sie seine Geliebte. Zahlreiche Reisen sind dokumentiert, unter anderem ins Tessin, nach Italien, Frankreich und Spanien. In den Süden führten auch die alljährlichen «Malreisen», die vom Reisebüro Rosita Schneider durchgeführt wurden und die unter der künstlerischen Leitung Schedlers standen.
Breiteren Bevölkerungsschichten wurde Jacques Schedler durch seine Bücher zur Ostschweiz (St. Gallen, Thurgau, Schaffhausen, Zürichsee) und zum Tessin bekannt. Viele Publikationen, darunter zahlreiche Kinderbücher und Schallplattencovers, wurden von Schedler illustriert. Hervorzuheben ist Orina – Das grosse Abenteuer einer Orange, dessen Text aus der Feder von Tochter Cornelia Schedler stammt. Zwischen 1974 und 1976 arbeitete Schedler zusätzlich als Karikaturist und Illustrator bei der Satirezeitschrift Nebelspalter. Illustrationsarbeiten sind auch für den Brückenbauer und den Kirchenboten belegt. Schedler war Mitglied der GSMBA und setzte sich zusammen mit der Künstlergruppe Thurgau, deren Präsident er zeitweise war, für die Förderung der Künste ein. Auch Politik interessierte ihn; er war gut informiert und griff unter Umständen mit pointierten Zeichnungen in die Lokalpolitik ein (z. B. im Jahr 1976 zur Abstimmung zur Umfahrung Hemishofen SH). Am 13. April 1989 starb Jacques Schedler im Kantonsspital Frauenfeld.

## Werk

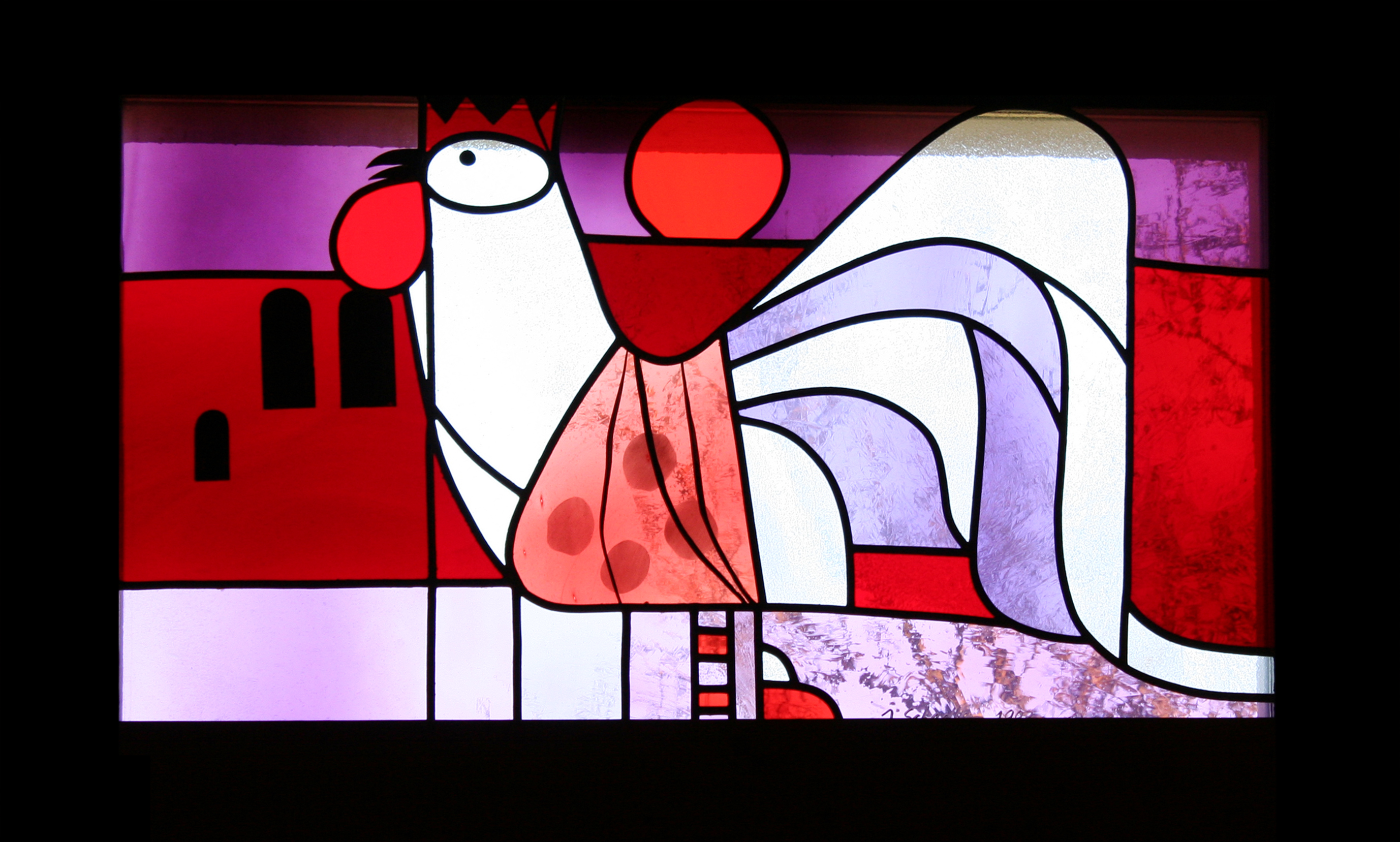
Kirche St. Josef, Rickenbach-Sulz

Im Alter von 14 Jahren (1941 oder 1942) schuf Schedler sein erstes Bild – eine Kopie von Rudolf Kollers berühmter Gotthardpost. Es folgten zahlreiche impressionistisch inspirierte Gemälde und Zeichnungen. Während seines Paris-Aufenthaltes massgeblich von Fernand Léger und Johnny Friedlaender beeinflusst sowie von Georges Braque und Pablo Picasso inspiriert, wandte sich Schedler von seiner realitäts- und perspektiventreuen Bildauffassung ab und fokussierte sich vermehrt auf Abstraktion und Komposition auf der Fläche. Bevorzugte Motive sind seine Heimat, regionales Brauchtum, Landschaften von bereisten Ländern, Stillleben, christliche sowie sozialkritische Themen. Öffentliche Aufträge, wie zum Beispiel das Treppenhausfresko im Casino Frauenfeld sowie die Glasmalereien der Kirche St. Josef in Rickenbach-Sulz, folgten. 1965 erwarb der Kanton Thurgau das Bild Gefangene für seine Kunstsammlung.

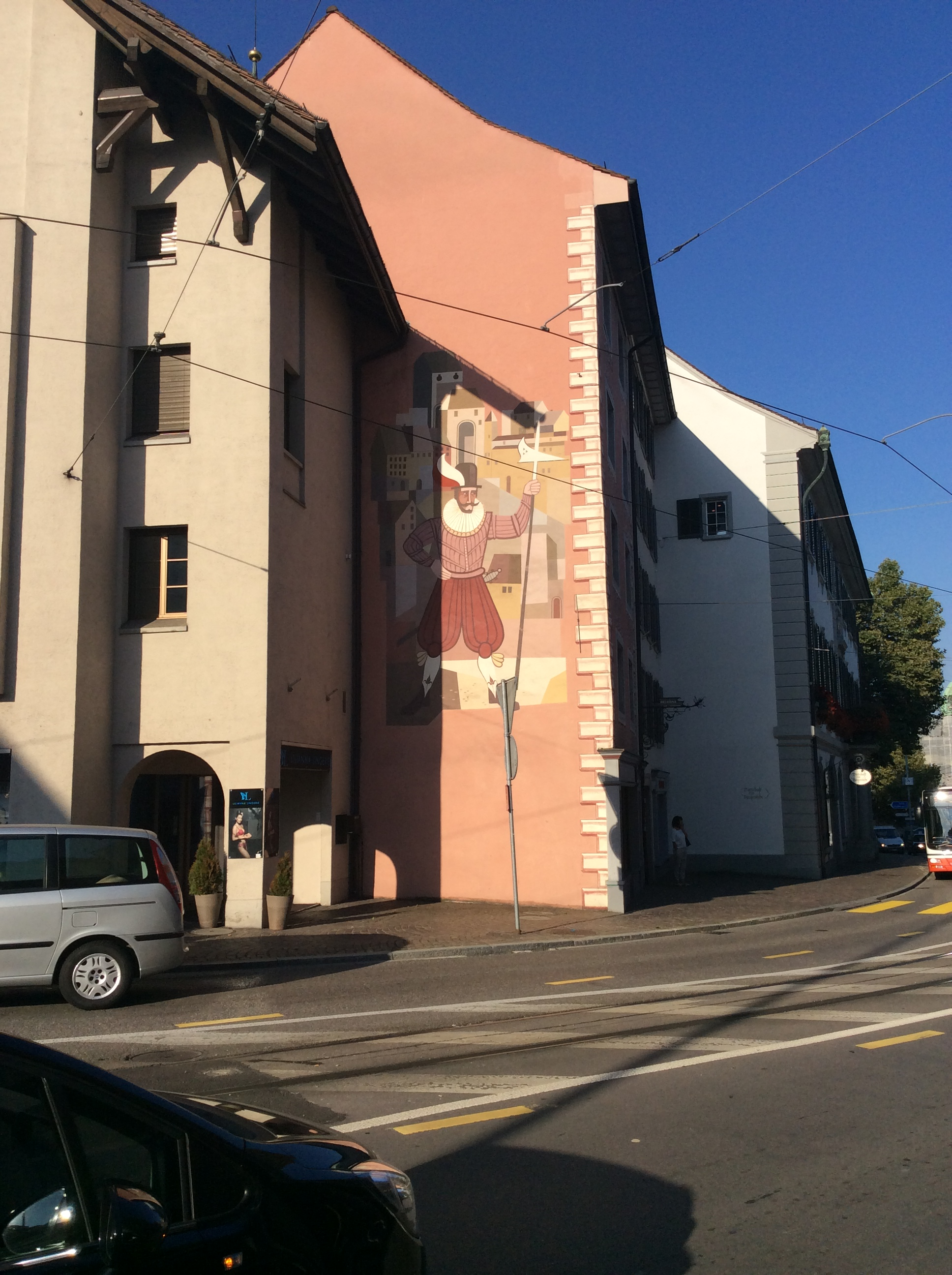
Stadtwächter, Frauenfeld

Um 1965 versuchte sich Schedler erstmals in der abstrakten Malerei, mit der er sich zwischen 1969 und 1972 intensiv auseinandersetzte. Der Erfolg der Konkreten Kunst, insbesondere ihres bedeutendsten Vertreters Max Bill, schien Schedler für kurze Zeit zu beeindrucken. Er kehrte aber rasch wieder zum Figurativen zurück. Seine Heimatverbundenheit und seine Liebe zu Flora und Fauna zeigte sich in der erfolgreichen Bildbandreihe zur Ostschweiz (1972 Thurgau, 1973 Schaffhausen, 1974 St. Gallen, 1975 Zürichsee) und zum Tessin (1978) sowie in den eingängigen Blumenbildern, die hohe Preise erzielten. Seit 1982 ziert das Wandbild Stadtwächter die Ostflanke der ehemaligen Gasthäuser Sonne und Gambrinus in Frauenfeld.

## Ausstellungen (Auswahl)
- 1954: Teilnahme an der Ausstellung Helmhaus, Zürich[10]
- 1956: Teilnahme an der Schweizerischen Kunstausstellung, Basel
- 1956: Teilnahme an der Ausstellung Kunsthaus, Glarus
- 1961: Teilnahme an der Ausstellung der Thurgauer Künstlergruppe im Schloss, Arbon TG
- 1963: Einzelausstellung in der Kleinen Galerie, Weinfelden TG
- 1964: Teilnahme an der Ostschweizer Kunstausstellung, St. Gallen
- 1972: Einzelausstellung in der e-Galerie, Frauenfeld TG
- 1984: Einzelausstellung zur Alten Bank, Niederuzwil SG
- 1987: Einzelausstellung im Bernerhaus, Frauenfeld TG (zum 60. Geburtstag)
- 1990: Retrospektive im Guggenhürli, Frauenfeld TG
- 1992: Retrospektive im Shed im Eisenwerk, Frauenfeld TG
- 2012: Retrospektive in der Baliere, Frauenfeld TG (zusammen mit Nora Gerbers Arbeiten)[11]

## Publikationen (Auswahl)
- mit Werner Bergengruen: Badekur des Herzens: Ein Reiseverführer. Zürich 1956.
- Thurgauischer Lehrmittelverlag (Hrsg.): Thurgau. Lesebuch für das fünfte Schuljahr… Frauenfeld 1964.
- Jack Waser/J. Stemmle (Hrsg.): Zehn Gedichte (von Bertolt Brecht). Federzeichnungen von Jacques Schedler. Zürich 1968.
- Thurgau – gezeichnet von Jacques Schedler. Vorwort von Regierungsrat Rudolf Schümperli. Frauenfeld 1972.
- mit Cornelia Schedler: Orina oder das grosse Abenteuer einer Orange. Rorschach 1972.
- Schaffhausen – gezeichnet von Jacques Schedler. Vorwort von Regierungsrat Ernst Neukomm. Frauenfeld 1973.
- St. Gallen – gezeichnet von Jacques Schedler. Vorwort von Mathias Eggenberger. Frauenfeld 1974.
- Zürichsee – gezeichnet von Jacques Schedler. Vorwort von Stadtpräsident Sigmund Widmer. Frauenfeld 1975.
- mit Walter Koller: Seppli. Ein Bilderbuch aus dem Appenzellerland. Ein Kinderbuch auch für Erwachsene. Rorschach 1975.
- mit Felicitas Aerni: Vielfalt der Schweizer Trachten. Die Schweizer Kantone im Spiegel ihrer Trachten. 8 Bde., hrsg. v. Schweizerischen Volksbank, Bern 1975–1979.
- Ticino. Vorwort von Flavio Cotti, Frauenfeld 1978.
- Lisi (die rote Kuh). Ein Kinderbuch auch für Erwachsene. Zug 1980.
- Der Teufel mit den drei goldenen Haaren aus Grimms Märchen. Zürich 1983.
- mit Elisabeth Reber-Weber: Sinnbilder der Schöpfung. Basel 1987.
- Kantonaler Lehrmittelverlag St. Gallen (Hrsg.): Schweizer Singbuch – Mittelstufe. St. Gallen 1990.
- mit Albert Schoop: Unser Thurgau. Frauenfeld 1991.